# Чума Святого Карла
Чума Святого Карла (итал. Peste di San Carlo) — эпидемия чумы, поразившая территории центральной Европы и Северной Италии. Эта эпидемия наиболее известна действиями кардинала Карла Борромео в Милане, поэтому ее также называют чумой Святого Карла.

## История

### Венеция
Эпидемия началась на территории Венгрии и, вероятней всего, была принесена живущими там турками. Чума распространилась по торговым путям и в основном по Дунаю в сторону Швейцарии и Тренто. Оттуда эпидемия распространилась дальше в Венецию, Мантую и Милан.

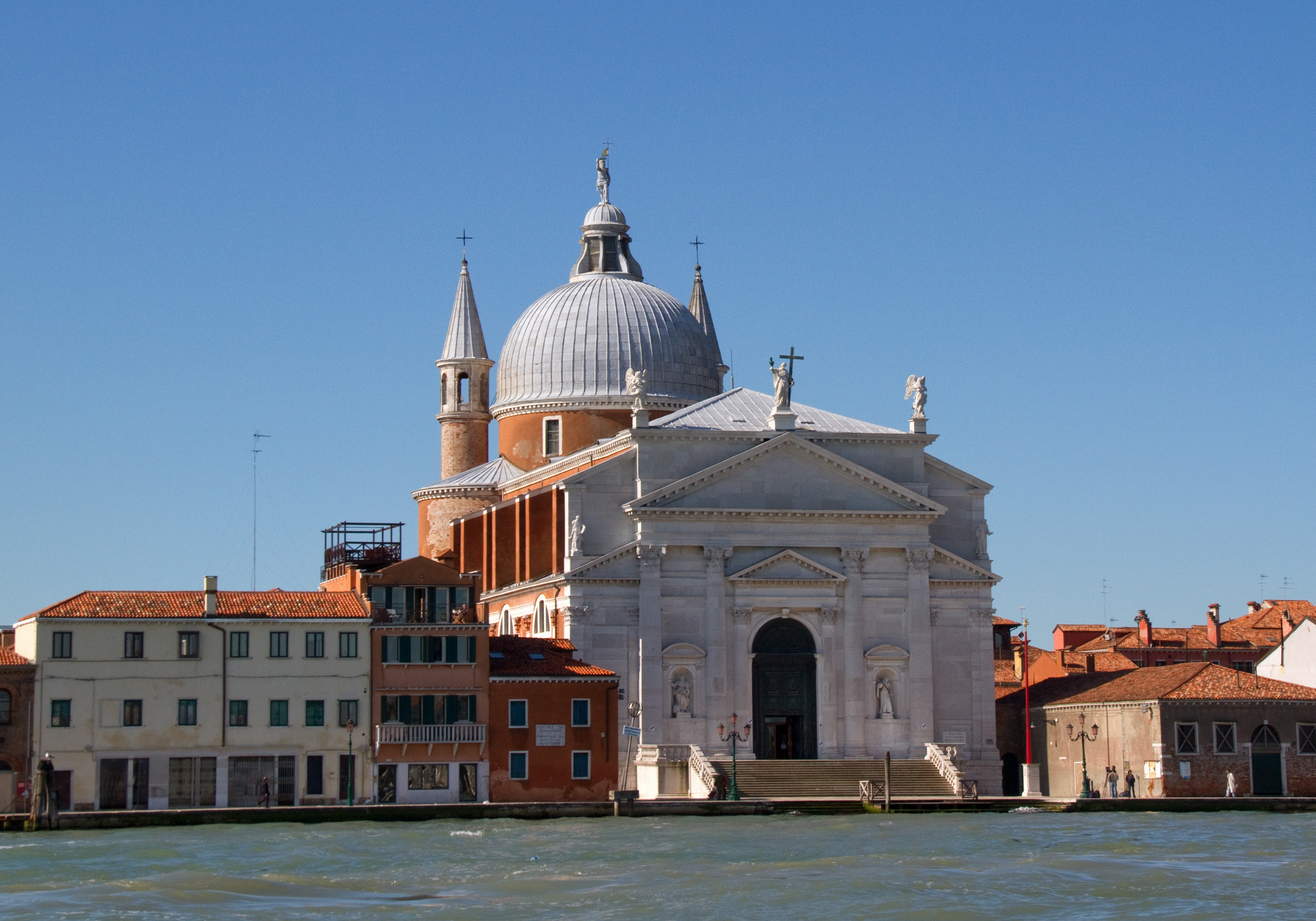
Церковь Иль Реденторе

Чума достигла Венеции в 1575 году, убив 50 000 человек в течение двух лет, что на то время являлось 27,8% населения. Благодаря своим торговым связям с Восточным Средиземноморьем, где чума была эндемической, Венеция уже пережила несколько эпидемий чумы. После Черной смерти были новые вспышки в 1462, 1485 и 1506 годах. Эпидемия 1575-1577 годов стала первой, зафиксировавшей количество смертей в городе. Город был подготовлен к вспышкам болезней и имел систему карантина для экипажей судов, которые могут быть носителями заразных болезней. Они были изолированы на острове Лазаретто, где в 16 веке было построено здание Тезон Гранде, длиной более 100 метров и одно из крупнейших общественных зданий в республике. В сентябре 1576 года венецианский сенат умолял Бога о помощи и пообещал построить новую церковь во имя Христа-Искупителя. В мае 1577 года под руководством Андреа Палладио был заложен фундамент церкви Иль Реденторе, а 20 июля 1577 года состоялось шествие в знак благодарности за прекращение эпидемии. Это шествие стало ежегодной традицией.

#### Милан
В Милане были приняты меры предосторожности. В 1576 году город ожидали многочисленные паломники со всей Ломбардии на продленный юбилейный 1575 год. Испанский губернатор Милана Антонио де Гусман-и-Зуньяга ввел строгие ограничения для паломников. Их допускали в город только группами до 12 человек при наличии официального документа санитарной службы, подтверждающего, что у них нет никаких симптомов чумы. Когда чума достигла окрестных муниципалитетов, пострадавшие деревни были помещены в карантин, а доступ в город был ограничен. Только торговцы с официальным торговым письмом могли проходить через ворота города, торговля была ограничена, все собрания были запрещены. Тем не менее в июле в городе был выявлен первый случай заражения, а в середине августа эпидемия разразилась в полную силу.
Знатные люди, в том числе губернатор, покинули город и разошлись по своим загородным домам. Правительство выделило целые районы, где эпидемия была наиболее серьезной, и построило за пределами города полевой госпиталь из 250 хижин, чтобы сохранить вместимость городской больницы. В больницах больных разделили на три категории: инфицированные, симптомы и выздоравливающие.
Архиепископ Милана Карл Борромео остался в городе и окружил себя докторами и профессорами и принял строгие меры для духовенства и всего населения. При посещении инфицированного человека одежду нужно было кипятить, кровати и одежду больных нельзя было трогать, руки нужно было тщательно вымыть или продезинфицировать уксусом или над пламенем свечи.

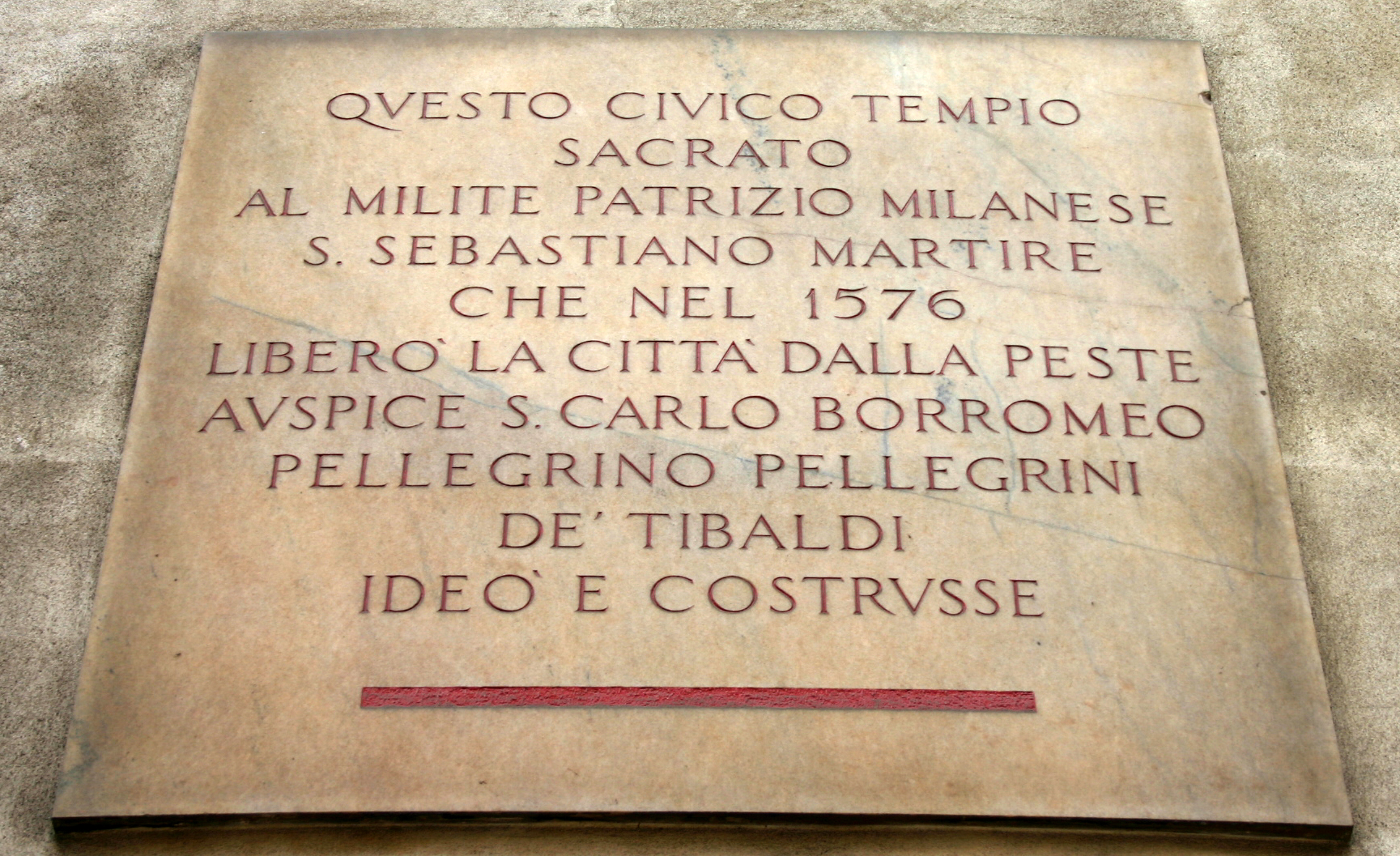
Памятная доска в церкви Святого Себастьяна (Милан)

Поскольку эпидемию не удалось взять под контроль, за городом были построены тысячи новых хижин для больных и объявлен общий карантин. Все жители должны были оставаться в своих домах в течение 40 дней. В итоге карантин был продлен до трех месяцев. 1 февраля 1577 года эпидемия была достаточно контролируема, чтобы постепенно ослабить меры. В начале декабря 1577 г. новых инфекций больше не было, а 20 января 1578 г. санитарные власти города официально объявили эпидемию чумы оконченной. В результате строгих мер в Милане погибло около 17000 человек, что значительно меньше, чем в Венеции.